# 라발 로키
| 라발 로키     | |
| 콘퍼런스      | 동부 콘퍼런스 |
| 디비전        | 노스 디비전 |
| 설립연도      | 2017년 |
| 해체연도      | |
| 역사          | 몬트리올 보이저스 (1969년~1971년) 노바스코샤 보이저스 (1971년~1984년) 셔브루크 커네이디언스 (1984년~1990년) 프레더릭턴 커네이디언스 (1990년~1999년) 퀘벡 시타델스 (1999년~2002년) 해밀턴 불독스 (2002년~2015년) 세인트존스 아이스 캡츠 (2015년~2017년) 라발 로키 (2017년~미래) |
| 경기장        | 플라세 벨 |
| 연고지        | 퀘벡주 라발 |
| 상징색        | 빨강, 하양, 파랑 |
| 구단주        | 몰슨 패밀리 |
| 단장          | 마크 베르게빈 |
| 감독          | 실뱅 르페브르 |
| NHL 제휴      | 카나디앵 드 몽레알 |
| ECHL 제휴     | 브램턴 비스트 |
| 정규시즌 우승 | - |
| 콘퍼런스 우승 | - |
| 디비전 우승   | - |
| 칼더 컵       | - |
| 영구 결번     | - |

라발 로키(영어 : Laval Rocket, 프랑스어 : Rocket de Laval)는 캐나다 퀘벡주 라발을 연고지로 하는 AHL의 동부 콘퍼런스 노스 디비전 소속 아이스 하키팀이다.

## 역대 홈경기장
| 라발 로키 |             |          |             |      |
| 경기장    | 사용기간    | 수용인원 | 장소        | 비고 |
| 플라세 벨 | 2017년~현재 | 10,000명 | 퀘벡주 라발 | 빈칸 |